# Suur Viirelaid
Suur Viirelaid ist eine unbewohnte Insel, 230 Meter von der größten estnischen Insel Saaremaa entfernt. Die Insel liegt in der Landgemeinde Saaremaa im Kreis Saare. Sie liegt in der Bucht Saastna laht im Kahtla-Kübassaare hoiuala.
Suur Viirelaid ist 920 Meter lang und 380 Meter breit.